# بيل باكستر (سياسي أسترالي)
بيل باكستر (بالإنجليزية: William Baxter)‏ هو سياسي أسترالي، ولد في 29 مايو 1907 في أستراليا، وتوفي في 5 يوليو 1978 في بريزبان في أستراليا. حزبياً، نشط في Queensland Labor Party ‏. وقد انتخب عضو المجلس التشريعي ولاية كوينزلاند.